# EMD GP7
La EMD GP7 est une locomotive diesel de type road switcher produite par GM EMD d’octobre 1949 à mai 1954. Le premier GP7 sera livré au Chicago and North Western Railway en 1949. En total, EMD produira un total de 2 724 unités qui seront en service aux États-Unis, au Canada et au Mexique.
Un moteur diesel seize cylindres EMD 567B produit la force motrice de cette locomotive. Chacun des seize cylindres déplace 567 pouces cubes, soit environ six fois la totalité de la cylindrée du moteur d’une Toyota Corolla. La diesel à rotation lente produit 1500 chevaux-vapeur pour alimenter un générateur produisant 600 volts de courant continu ; ce générateur fournit le courant à quatre gros moteurs électriques montés sur les bogies, chacun alimentant un essieu de la locomotive. Le moteur diesel entraîne également un grand compresseur d'air, qui fournit de l'air comprimé pour les systèmes de freinage pour la locomotive et du train. Il existe des GP7 de style « nez-haut » (high-nosed), prétendument parce que leur cabine était située derrière une partie du capot, avec une visibilité limitée de l'avant.